# Gorja de l'Aar
La gorja de l'Aar (Aareschlucht en alemany) és una gorja formada pel riu Aar vora Meiringen, Suïssa.
La gorja fa uns 1.400 m de llarg; en alguns punts les parets fan 180 m d'alt, l'aigua de l'Aar hi passa a uns 12 km/h. A la base, la gorja fa pocs metres d'ample, i en alguns punts més estrets fa menys d'un metre. Des de 1889, està habilitada per poder-se visitar amb passarel·les clavades a les parets. Està obert com a atracció turística entre abril i octubre. Als dos extrems de la gorja, hi ha estacions de tren: Aareschlucht West i Aareschlucht Ost.